# Egg punk
El egg punk, también conocido como Devo-core, es un subgénero del hardcore punk muy influido por Devo, el new wave y el garage rock. Nació a mediados de la década del 2000, en Indiana y el medio oeste de Estados Unidos, por bandas como The Coneheads y Lumpy & the Dumpers, cuyo sello, Lumpy Records, junto a la difusión en internet ayudaron enormemente a generar su comunidad y dar a conocer el género al mundo al arribo de la década del 2020. En cuanto a su sonido, se caracteriza por ser de baja fidelidad, rápido y excéntrico.

## Origen del término
Su nombre anterior, Devo-core, se debía simplemente a la afición de las bandas del género por Devo (en inglés se acostumbra a utilizar el sufijo -core para denotar modas o afinidades). El nombre que se quedó para el género, egg punk, nació, con sentido irónico, en foros virtuales y recintos musicales el 2013, y se popularizó tras la creación del meme «el egg punk contra el chain punk» en 2017. Tras esto y con el paso del tiempo el término se quedó sin su sentido irónico y se usa seriamente para denominar al género.

## Características
Una de las cualidades más notorias del egg punk es su austeridad (muy influenciada por la filosofía del «hazlo tú mismo»), la cual es parte esencial de su unicidad; la baja fidelidad y los instrumentos baratos son parte de la médula del género, elementos los cuales fundamentan su otra cualidad; que cualquiera puede hacer egg punk de forma independiente, usando una caja de ritmos, por ejemplo. En cuanto a la forma de grabar, generalmente se sigue la misma idea; muchas grabaciones se hacen en las propias casas o sótanos de los artistas o de los dueños de los sellos, a veces incluso en ambientes no tan serios como se acostumbraría al grabar material musical (como ejemplo, The Oidz grabaron su primer EP bajo los efectos del alcohol en el sótano del guitarrista del grupo); usando también material barato o técnicas de producción no muy prolijas.
El apartado gráfico también es muy distintivo, ya que el énfasis es en hacer carátulas y diseños simples hechos a mano o usando técnicas como el collage, generalmente.

## Historia

### Inicios y establecimiento (era delDevo-core)
El inicio del egg punk se da en el estado estadounidense de Indiana, a mediados de la década del 2000, donde se formó la agrupación The Coneheads, definida por varios medios y bandas posteriores como la chispa incial del género. Estos combinaban la energía del hardcore punk con la excentricidad del new wave bajo el prisma de la independencia musical y de la filosofía del «hazlo tú mismo». Al mismo tiempo, otras bandas del medio oeste del país también fueron por la misma senda; Lumpy & the Dumpers, de San Luis (estado de Misuri), Uranium Club, de Mineápolis (estado de Minesota), y Warm Bodies, de Kansas City (estado de Misuri). De estas bandas la más importante es Lumpy & the Dumpers por la creación de su propio sello (el miembro Martin Meyer era un apasionado por el «hazlo tú mismo»), Lumpy Records, el cual al poco tiempo empezó a publicar la música de distintas bandas de distintas regiones, lo que ayudó a formar la comunidad del egg punk alrededor del mundo (el sello, hasta su fin en 2022, publicó más de 100 lanzamientos). Por otro lado, el miembro Mark Winter de The Coneheads empezó a crear y ser parte de varias bandas y proyectos; C.C.T.V, Liquids, Guinea Kid, etc.; y los miembros de Uranium Club daban la cara más ruda del género gracias a su experiencia previa en bandas de hardcore punk, como Nerv, y la influencia de Devo en las letras, con contenido satírico y cuasisiniestro.
Gracias a todo esto se había generado un auténtico movimiento cuya única definición era la de «aficionados de Devo», por lo que en un principio se los categorizaba como Devo-core. Sin embargo, esto cambiaría a futuro.

### Popularización (adopción delegg punk)
El género se caracterizaba por ser de gusto algo específico y, por ende, la importancia de la difusión mediante internet fue más importante que en otros; lo que más se destaca es la relevancia de canales de YouTube que documentaban las publicaciones, como Jimmy (generalmente denominado como el más importante) ya que no solo tomaba los casetes y los pasaba a digital para poder escucharlos en su canal, sino que también daba descripciones extensas sobre las bandas, cómo adquirió los lanzamientos y cuáles eran las características de los adeptos al egg punk. Esto subsanó el problema de que las bandas tendían a publicar su música solo mediante vinilos y casetes muy escasos (como ejemplo, The Coneheads no publicaron nada digital hasta el 2015), así como también ayudó a la gente ajena al género a comprenderlo. Otra área del internet que ayudó a popularizar el egg punk fue la de los memes, la cual en 2017 creó la plantilla de «el egg punk contra el chain punk»; tras esto el género tuvo un buen impulso que fue fortalecido gracias a la pandemia de COVID-19 y la subsecuente cuarentena, que llevó a que muchas personas se pusieran a investigar bandas y escenas poco conocidas. Así fue como el egg punk se divulgó hasta lograr salir de las fronteras estadounidenses, dando arribo a tanto aficionados de Devo como no de otros países, como Booji Boys de Nueva Escocia y Janitor Scum de Alberta, Canadá; Prison Affair de Barcelona, España; Alien Nose Job, R.M.F.C, Gee Tee, Aborted Tortoise y The Satanic Togas de Australia; Powerplant de Londres, Reino Unido, y Kitchen & The Plastic Spoons de Suecia; así como también de fuera del medio oeste de Estados Unidos, con bandas como Cherry Cheeks de Florida; Ismatic Guru de Buffalo; Spllit de Baton Rouge; Clarko de Reno; Silicone Prairie de Kansas City, y Snōōper de Nashville.
El nombre del género cambió tras la popularización de otro término que se usaba en sentido satírico más que en serio; el egg punk, creado alrededor del 2013 en foros virtuales y recintos locales. Si bien ambas denominaciones coexistían, el 2017, tras la aparición del meme «el egg punk contra el chain punk», se quedó el egg punk como el que se preferiría a futuro para llamar al género.
Una de las explicaciones del porqué de la masificación del egg punk es parecida a la del rocanrol y el punk; los artistas estaban hartos de las bandas complejas y académicas de su época, como Black Country, New Road y Black Midi, en este caso, por lo que buscaron hacer música más simple, rápida y algo caótica.